# NGC 455
NGC 455 é uma galáxia  localizada na direcção da constelação de Pisces. Possui uma declinação de +05° 10' 42" e uma ascensão recta de 1 horas, 15 minutos e 57,6 segundos.
A galáxia NGC 455 foi descoberta em 27 de Outubro de 1864 por Albert Marth.